# To be announced
Las frases en inglés to be announced, to be confirmed, y to be determined (traducidas como por anunciarse, por confirmarse y por determinarse, y a menudo abreviadas como TBA, TBC, y TBD, respectivamente) son términos utilizados como  marcadores de posición de manera muy amplia para indicar que a pesar de que algo está programado o previsto que suceda, un aspecto particular de esa cosa sigue siendo a convenir; en ocasiones muy poco frecuentes siendo el término TBA referido en español como todavía buscamos algo para mantener las siglas del término original en inglés. A pesar de las frases que se usan indistintamente, «to be announced» (pendiente su anuncio) es sutilmente diferente de «to be determined» (por determinar) en que los aspectos así designados pueden haber sido «resueltos», pero aún no son adecuados para el anuncio público. «To be confirmed» (por confirmar) también transmite una sensación ligeramente diferente, lo que sugiere que una decisión ha sido tomada, pero se espera la confirmación, aunque también se utiliza para indicar que el aspecto a ser programado permanece abierto. Otras frases similares que a veces se utilizan para transmitir el mismo significado, y con el uso de las mismas abreviaturas, incluyen to be ascertained, to be arranged, to be advised, y to be decided, cuyas traducciones al español serían: por determinarse, a convenir, a ser informado (o notificado), y por decidirse.
El uso de la abreviatura, «TBA», se informó oficialmente en una obra de referencia por lo menos en 1955, y «TBD», en 1967.

## Ejemplos
Estos términos de marcador de posición diferentes a menudo se utilizan para indicar al público que un puesto vacante en un grupo de oradores, músicos, intérpretes o ejecutantes otras queda por cubrir. Los términos con frecuencia también indican que un trabajo creativo, como un disco o una película, que está próxima la fecha de lanzamiento, aún no se conoce. Si el próximo proyecto aún no está nombrado, estos marcadores se pueden utilizar para indicar que el nombre aún no ha sido seleccionado, aunque el proyecto también puede ser designado como «sin título» en espera de su determinación.
Los términos también se utilizan en los deportes, sobre todo cuando un equipo se ha clasificado en una posición para una fase de eliminación directa, pero su oponente no puede determinarse todavía, porque varios equipos pueden calificar para el puesto en función de sus resultados restantes de la temporada, o porque los otros equipos aún no se han eliminado entre sí para definir al oponente. En el gobierno y los negocios, los términos se pueden utilizar para indicar que un puesto de trabajo está vacante o, por el contrario, que un individuo en particular se emplea en una posición que aún no se ha creado.